# Яспер Арентс
Яспер Арентс (нар. 18 грудня 1992) — бельгійський плавець.
Учасник Олімпійських Ігор 2012, 2016 років.
Призер Чемпіонату Європи з водних видів спорту 2016 року.
Призер Чемпіонату Європи з плавання на короткій воді 2011, 2012, 2013 років.